# トゥーンレンダリング

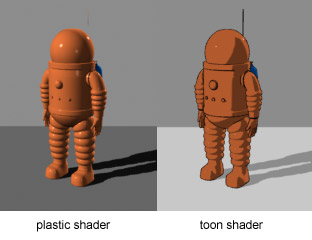
右がトゥーンレンダリングの例

トゥーンレンダリング（toon rendering）とは、コンピュータグラフィックスにおいて手描きアニメーション、あるいは漫画やイラスト風の作画（アニメ絵）でレンダリングする手法のことである。セルシェーディング（英: Cel shading）、セルルックとも呼ばれる。非写実的レンダリングの一種である。
アニメのセル画で行われる影の塗り分けのように、平板で境界線のはっきりした陰影をつけるシェーディング（Shading）を行うことから、一般的には、「トゥーンシェイド」と呼ばれる。専門的には、「トゥーンシェーディング（Toon shading）」や「セルシェーディング（Cel shading）」と呼ばれる。
また、これらの画像処理を実現するために使用されるシェーダーを、トゥーンシェーダー（Toon Shader）、あるいはセルシェーダー（Cel Shader）と呼ぶ。
出来上がった画像は、抽象化・単純化されたものであるが、その生成過程は非常に複雑である。

## 名称
トゥーンレンダリングの呼称は日本国内においてこの技術を広く認知させた初期作品の一つである『ときめきメモリアル3 〜約束のあの場所で〜』にコナミがこの技術を採用した際に命名したもので、専門的には「トゥーンシェーディング」、「セルシェーディング」と呼ばれる。

## 内容

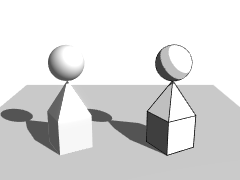
フォンシェーディング（左）とトゥーンシェーディング（右）の比較

トゥーンレンダリングは、写実的（フォト・リアリスティック）な映像表現を求める3次元コンピュータグラフィックス（3DCG）とは若干異なり、3DCGの技術を使いながらも従来のアニメの印象に近い（手描きに似せた）表現を実現する。
アルゴリズムは複数あるが、ポリゴンモデルのシェーディングを行う際に、作画される面の明るさの度合いによって境界線を決定し、一定の範囲内に同じ色の影を作画するよう指定することと、モデルのエッジとなる部分に輪郭線ポリゴンを自動生成することで、擬似的にセル画調の画像を作り出す方法が主流である。影の部分は、その面の元の色と指定した影の色とを乗算、または減算した色で塗られることになる。設定次第では輪郭線を省略したり、陰影にグラデーションをつけることも可能であり、イラスト調や絵画調に仕上げることも可能である。
特にセルルックCGアニメーションの場合、目に入る色を主色・1影・2影で厳密に指定する（色彩設計する）場合が多い。そのためトゥーンレンダリングで影色の単純な乗算ではなく色指定が可能なようにする技法がしばしば採用される。全てのノーマルカラー・シーンカラーパレットを設計する労力を減らすために、ライティングに基づくシーンカラー生成が採用される場合もある。
従来の3DCGでは硬質になりがちな人物や動物などを、より万人に親しみやすく表現することができ、また手描きでは難しい多彩なアクションやカメラワークがさせられる、3DCGの利点も併せ持っているため、アニメーション映画やコンピュータゲーム等に用いられる。
写実的なCGにはあまり似つかわしくない、デフォルメが効いたキャラクターを作画させるのにも効果的であり、手描きのアニメーションと3DCGを合成する際に、違和感が少なくなるという利点も持っている。
なお、トゥーンシェーディングで単純化できるのは、マテリアル（表面の質感）のシェーディングであり、モデリング自体は、通常のモデルとポリゴン数に大差は無い。これは、どのようなトゥーンシェーディングのアルゴリズムであれ、レンダリング結果に現れる輪郭（陰影や色を塗り分けた境界部分も含む）は、原則として、モデルに含まれるポリゴンの面かエッジを基準に生成しているため、ポリゴンを削減すると、レンダリング結果に正しく輪郭や陰影が現れなくなるからである。したがって、レンダリング結果の彩色こそ単純に見えるが、テクスチャマッピングでマテリアルの質感を補えない分、写実的、あるいはそれをデフォルメしたようなタッチの一般的なレンダリングと比較して、負荷は大差ないか、場合によっては（輪郭を出すためにポリゴンを多く使う分だけ）負荷が高くなる。
陰影の付きかたやエッジが予想通りに出るとは限らない面もあり、従来の3DCGとはまた違ったモデリング技術を要求される。輪郭線の生成アルゴリズムによっては、凹面に輪郭が作れないなどの問題もあり、未完成の技術であるとも言える。
近年の3D描画を行うデバイスの中には、本表現をハードウェア機能として利用可能なものもある。
美術用語のフォトリアルの対極として、セル画（手書き）のアニメの表現に依った「セルルック」と言う単語が存在する。
ディズニーやピクサーの作品のような写実的なフォトリアルに対し、従来の線によるセル画を再現したような表現はセルルックとも呼ばれる

## トゥーンレンダリングを標準装備したCG制作ソフト
- 3ds Max
- Blender
- CINEMA 4D
- DAZ Studio
- Houdini
- LightWave
- Maya
- modo
- Shade
- Unreal Engine
- Unity
- アニメーションマスター

以下は開発終了したもの。
- Messiah（英語版）
- MikuMikuDance ※開発終了後、更新は継続
- Softimage
- 六角大王Super